# Lawrence Mhlanga
Lawrence Mhlanga (né le 20 décembre 1993 au Zimbabwe) est un joueur de football international zimbabwéen, qui évolue au poste de défenseur.

## Biographie

### Carrière en club
Il participe à la Ligue des champions d'Afrique avec le club de Chicken Inn.

### Carrière en sélection
Il joue son premier match en équipe du Zimbabwe le 30 septembre 2014, en amical contre le Botswana (défaite 1-0).
En janvier 2016, il participe au championnat d'Afrique des nations qui se déroule au Rwanda. Lors de cette compétition, il joue trois matchs.
Par la suite, en juin 2016, il dispute la Coupe COSAFA qui se déroule en Namibie. Lors de cette compétition, il ne joue qu'un seul match, contre les Seychelles. Il inscrit un doublé lors de cette rencontre, pour une large victoire (5-0).
En janvier 2017, il est retenu par le sélectionneur Callisto Pasuwa afin de participer à la Coupe d'Afrique des nations 2017 organisée au Gabon.

## Palmarès
Chicken Inn
- Championnat du Zimbabwe (1) :
  - Champion : 2015.